# 住宅、空間計畫及環境部

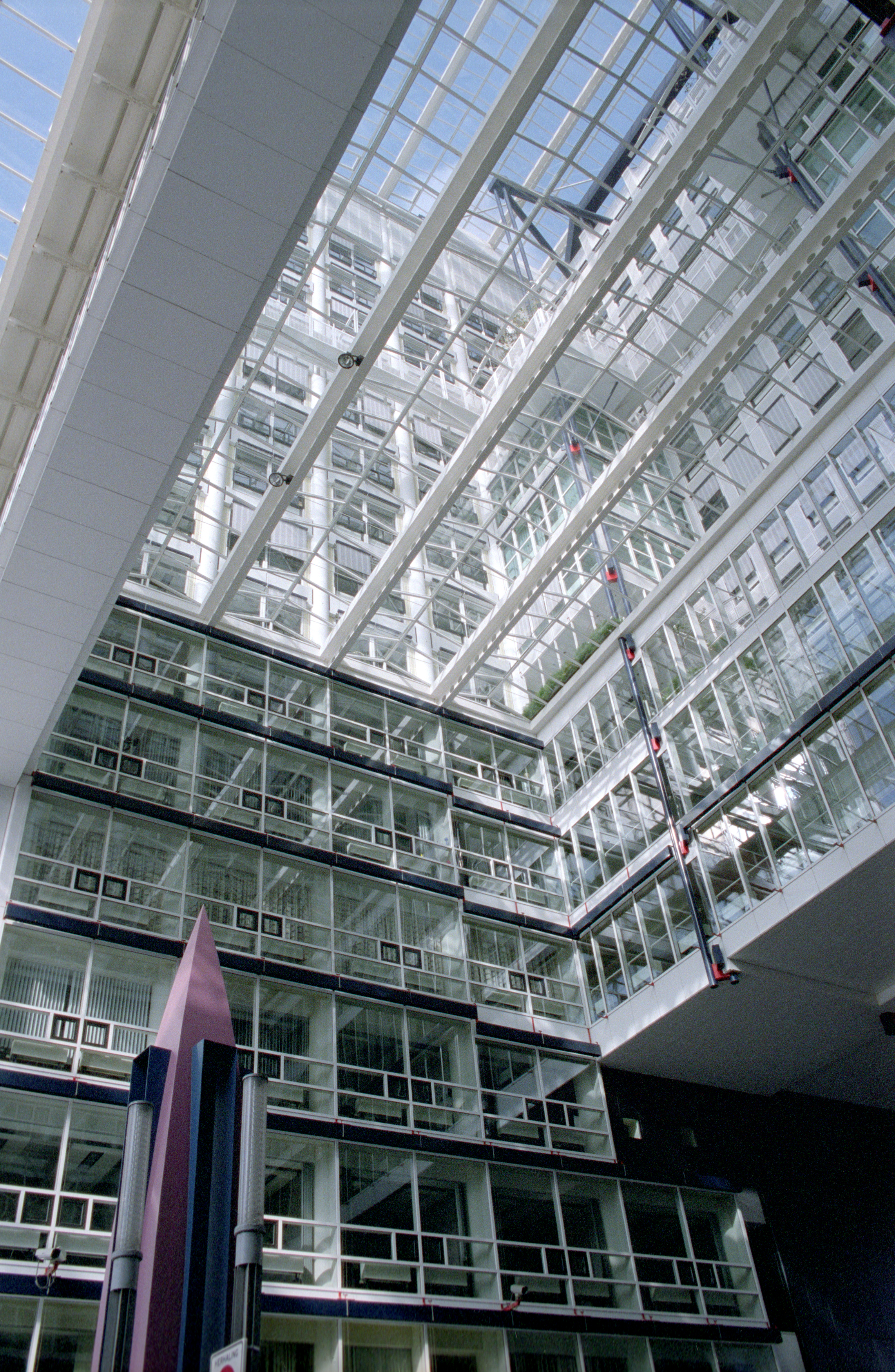
住宅部

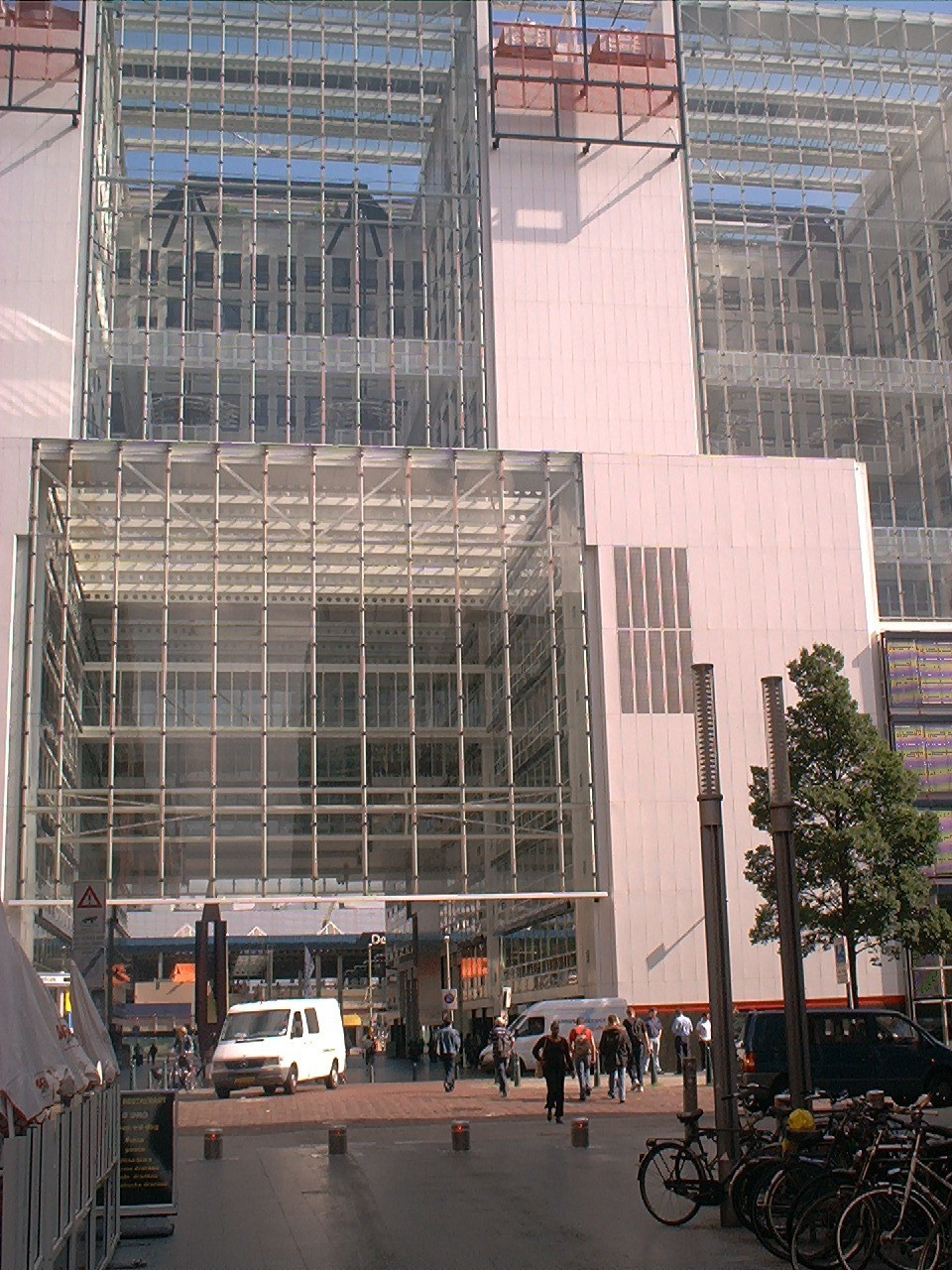
住宅部

住宅、空間計畫及環境部（荷蘭語：Ministerie van Volkshuisvesting, Ruimtelijke Ordening en Milieu，VROM）是荷蘭掌管住宅、空間規劃、環境與政府部門建築的部會。除大臣（部長）外，還設有一位不管部大臣掌管住宅及整合。該部已經於2010年併入基建及環境部，後來又於2017年更名為基建及水管理部。

## 歷史
住宅空間計畫及環境部的前身是1947年成立的重建及公共住宅部（荷蘭語：Wederopbouw en Volkshuisvesting），負責協調二戰後荷蘭的重建。1958年，改名為公共住宅及建造業部（荷蘭語：Volkshuisvesting en Bouwnijverheid）。
1965年，再度改名為公共住宅及空間規劃部（荷蘭語：Volkshuisvesting en Ruimtelijke Ordening）。1982年，住宅部納入原本由衛生福利及體育部的環境職權，改名為公共住宅空間計畫及環境部。

## 組織
住宅部設有兩大總司：
- 環境保護
- 住宅、社區及整合

## 外部連結
- （荷兰文） 住宅空間計畫及環境部 （页面存档备份，存于）